# Volonne
Volonne ist eine französische Gemeinde mit 1637 Einwohnern (Stand 1. Januar 2022) im Département Alpes-de-Haute-Provence in der Region Provence-Alpes-Côte d’Azur. Sie gehört zum Kanton Château-Arnoux-Saint-Auban im Arrondissement Digne-les-Bains.

## Geografie
Der Ort liegt an der Durance auf einer Höhe von ca. 460 m über dem Meer.

## Geschichte
Der Name der Stadt taucht zum ersten Mal in Urkunden im Jahr 1030 auf.
Im Mittelalter besaß die Abtei von Chardavon (heute in der Gemeinde Saint-Geniez) eine Kirche in Volonne, vielleicht die Kirche St. Martin.
Der Ort wurde während der Religionskriege erobert, geplündert und niedergebrannt.
Im Jahr 1885 wurde die Gemeinde von einer Cholera-Epidemie heimgesucht, es starben zwölf Kinder.
| Jahr      | 1962  | 1968  | 1975  | 1982  | 1990  | 1999  | 2009  | 2018  |
| --------- | ----- | ----- | ----- | ----- | ----- | ----- | ----- | ----- |
| Einwohner | 1.039 | 1.070 | 1.253 | 1.309 | 1.387 | 1.516 | 1.658 | 1.643 |

## Sehenswürdigkeiten
Siehe auch: Liste der Monuments historiques in Volonne
- Romanische Kirche St-Martin aus dem 11. Jahrhundert[3]
- Schloss aus dem 17. bzw. 18. Jahrhundert[3]
- Kapelle Saint Jean de Taravon[3]

## Bauwerke
Volonne ist ein ehemaliger Übergang über die Durance. 

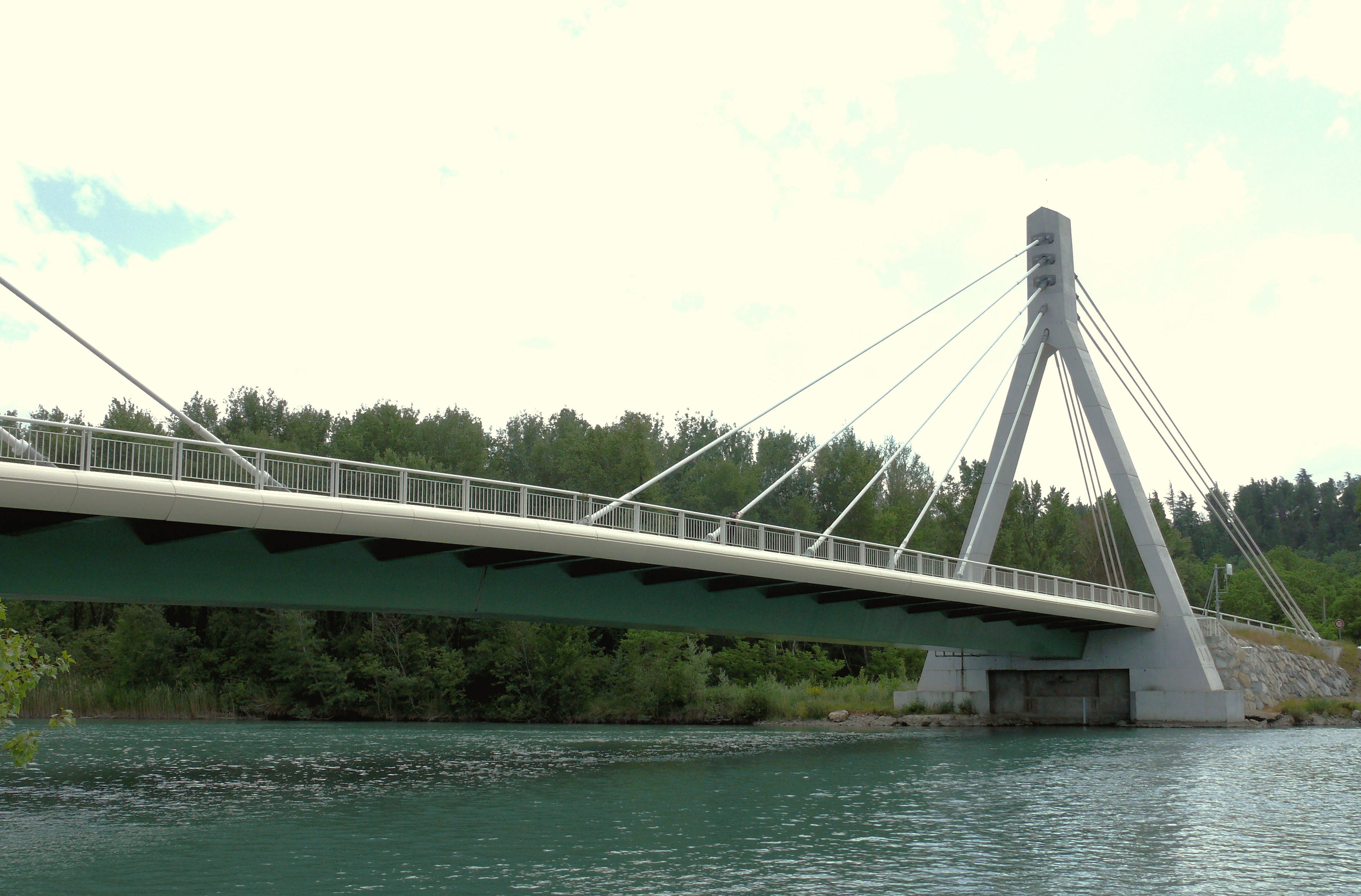
Volonne: Brücke über die Durance

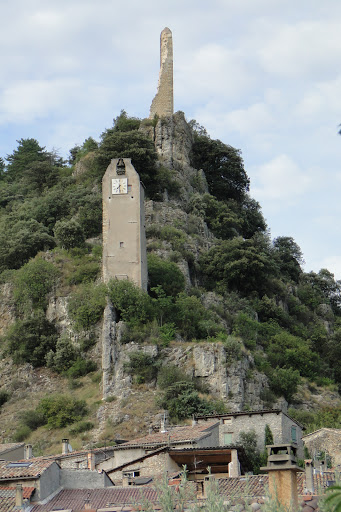
Ruinen

Die erste Hängebrücke wurde im Jahre 1846 in privatem Auftrag gebaut und hatte eine Spannweite von 99 m und eine Breite von 3,9 m. Es wurde Maut bis ins Jahr 1857 erhoben. Die Brücke wurde ohne große Umbauten bis 1928 genutzt (mit größeren Reparaturen in den Jahren 1857, 1885, 1886, 1898 und 1918). Die Brücke wurde ersetzt und im Jahr 1944 durch die Résistance niedergebrannt. Im Jahr 1949 wurde eine dritte Brücke mit einer Länge von 102 m und einer Breite von 4,4 m errichtet, diese Brücke wurde 2006 durch eine Schrägseilbrücke ersetzt.